# Carl Syrach-Larsen
Carl Syrach-Larsen (6. juli 1898 i Charlottenlund – 10. januar 1979 i Hørsholm) var en dansk forstkandidat og forstander for Forstbotanisk Have Charlottenlund.

## Familiens tilknytning til Forsthaven
Hans fader, Georg Syrach-Larsen, og moderfader, Peter Thomsen, var ansat ved haven. Moderfaderen som portner og faderen som gartner. Carl blev født i hovedbygningen den 6. juli år 1898.
Moderfaderen mistede sin venstre arm i Treårskrigen og fik portnerstillingen som en påskønnelse.

## Liv og levned.
Carl Syrach-Larsen var medlem af Ermelundens Spejdertrop i Det Danske Spejderkorps og deltog i spejderorganisationens første topmøde i London i 1921 og det tredje i København i 1924. Han blev takket være sin storebroders hjælp student fra Schneekloths Skole i 1917. Han studerede på Landbohøjskolen og flere udenlandske universiteter før han blev den første danske forstkandidat. Ti år senere blev han ansat som arboretforstander i Forstbotanisk Have i Charlottenlund. Han grundlagde Arboretet i Hørsholm. Han blev pensioneret på sin halvfjerdsårsfødselsdag, lørdag den 6. juli 1968, og fik dispensation til at blive boende i tjenesteboligen.
Han blev Ridder af Dannebrog 1946, Dannebrogsmand 1950 og Kommandør 1968.
Han er begravet på Hørsholm Kirkegård. En mindetavle over ham blev opsat 1982 (Arboretets administrationsbygning i Hørsholm).

## Arbejde
Syrach-Larsen er internationalt anerkendt som den, der indledte det videnskabelige arbejde med udvælgelse af frøkilder, provenienser, og med tiltrækning af hybrider til brug inden for skovbruget. Han igangsatte de langvarige forsøg med etablering af skov på Grønland, ligesom han skabte de første Hybrid-Lærke i Danmark.